# UNE-EN 50550
UNE-EN 50550 (Dispositivos de protección contra sobretensiones a frecuencia industrial para usos domésticos y análogos), es una norma española de protectores contra sobretensiones permanentes publicada en enero de 2012. Es la primera norma de Protectores contra Sobretensiones Permanentes - POP, también conocidas como sobretensiones a frecuencia de red, o sobretensiones temporarias o directamente TOV (temporary overvoltage) según el país y el idioma.
La UNE-EN 50550 es la transposición española de la norma europea EN 50550 (Power frequency overvoltage protective devices for household and similar applications POP), publicada el 16 de abril de 2011.

## ¿Qué son las sobretensiones?
La implementación de protección contra sobretensiones, tanto transitorias como permanentes, en los últimos tiempos ha sufrido un incremento muy notable debido principalmente a dos factores: el desarrollo de la tecnología con equipos eléctricos y electrónicos cada vez más sensibles a esta problemática y a las nuevas normativas y reglamentos, que obligan a la instalación de este tipo de protecciones.
Las sobretensiones son subidas de tensión que causan desperfectos en los equipos eléctricos conectados a la red eléctrica. En algunos casos estos equipos son destruidos de manera instantánea y en otros casos afectan mediante un deterioro progresivo que disminuye la vida útil del equipo en cuestión.
Existen dos tipos de sobretensiones: Sobretensiones transitorias y las Sobretensiones permanentes. Ambas conllevan un aumento de la tensión, pero difieren en sus orígenes, magnitudes, tiempos y métodos de protección.

### Problemas originados por las Sobretensiones Permanentes
Los problema que pueden causar las Sobretensiones Permanentes son muchos y muy diversos, dependiendo principalmente del grado de sobretensión y la sensibilidad de las cargas. El efecto más directo de las sobretensiones permanentes es la destrucción de los equipos conectados a la red. Esta destrucción puede ser inmediata, si el grado de sobretensión es elevado, o de lo contrario, puede producirse degastes por la fatiga de los aislantes eléctricos, lo que conlleva una reducción de la vida útil del equipo. Esta destrucción puede provocar llama en los equipos, sin producir una sobrecorriente, por lo que los interruptores automáticos magnetotérmicos no cortarán el suministro, propagándose la llama al resto de la instalación y provocando un incendio con posibles daños personales y materiales.

## ¿Qué establece la nueva normativa UNE-EN 50550?
El objetivo principal de la norma UNE-EN 50550, es la de regular el diseño de los equipos destinados a la protección contra las Sobretensiones Permanentes - POP.
Para garantizar la calidad y seguridad de los protectores denominados POP, la norma UNE-EN 50550 define que se han de cumplir los siguientes puntos:
- Fabricante común del protector contra Sobretensiones Permanentes y del elemento de corte (generalmente el magnetotérmico general de la instalación).
- Imposibilidad de utilizar la fuga a tierra o el desequilibrio diferencial como principios de funcionamiento.
- Ser clasificado como Categoría III: el protector debe soportar una tensión impulsional 4 kV.
- Pasar los test de compatibilidad electromagnética.

Adicionalmente, la norma define una curva de disparo progresiva Tensión / Tiempo. El tiempo de actuación depende de la magnitud de la sobretensión siendo el tiempo de respuesta más rápido en las sobretensiones mayores.  De esta forma se consigue un doble objetivo: Asegurar una rápida actuación ante perturbaciones severas y evitar disparos intempestivos ante pequeñas subidas de tensión.

## Antes de la existencia de la norma, ¿cómo se hacía la protección?
Aun siendo las Sobretensiones permanentes un fenómeno conocido, al no haber una norma, los equipos y técnicas de protección eran muy diversos, algunos mejores que otros. En general, se puede considerar que el nivel de protección frente a estos fenómenos era y aún es sub-óptimo.
España, sin embargo, ha sido y es el país pionero en la instalación de dispositivos de este tipo, en gran medida por la obligatoriedad que se deriva de las normativas técnicas particulares de las compañías eléctricas, muy sensibilizadas con esta problemática. 
Con la aparición de la norma, la exigencia de protectores según la UNE-EN 50550 constituye la vía para garantizar la seguridad y la correcta protección de los equipos. 

### ¿Un relé es lo mismo que un protector contra sobretensiones Permanentes?
De hecho, igual que pasa con la protección magnetotérmica contra sobrecorrientes y con la protección diferencial contra fugas a tierra, el único elemento que garantiza la protección al 100% en todas las circunstancias frente a las sobretensiones permanentes POP es, precisamente el protector POP, y no un relay (relé) de sobretensión o infratensión. Estos relays pueden ser usados para control, pero no para protección contra sobrecorrientes, contra fugas a tierra o contra sobretensiones permanentes POP, ya que no garantizan un tiempo de actuación seguro. Los relays no son protectores. Esto está directamente relacionado con las exigencias de la norma UNE-EN 50550 sobre: las curvas de disparo, los tests de compatibilidad electromagnética, etc.

### ¿Qué es el parámetro "TOV" en los protectores contra sobretensiones transitorias? ¿Protege contra sobretensiones permanentes también?
Los protectores de contra sobretensiones transitorias (SPD o descargadores) presentan en sus especificaciones un valor de resistencia "TOV" frente a las sobretensiones permanentes de orígenes diversos. Pero este valor constituye tan sólo una medida de autoprotección del SPD durante unos segundos, que no asegura su inmunidad, sino que asegura un final de vida ordenado. Y, por supuesto, no confiere al descargador ninguna capacidad de proteger los equipos de la red frente a sobretensiones permanentes.

## Ensayos POP sobre equipos: evidencia experimental sobre diferentes equipos electrónicos
Un estudio realizado por un laboratorio (CPT LAB) pretende determinar la sensibilidad de los equipos eléctricos y electrónicos frente a la aparición de Sobretensiones Permanentes - POP. También se ensasyan en este estudio el tiempo que estos equipos son capaces de soportar una Sobretensión Permanente con el fin de determinar el tiempo de actuación de un protector de sobretensiones permanentes de manera que se garantice la seguridad de los equipos a proteger.
En el estudio se aplican sobretensiones permanentes a equipos eléctricos de marcas reconocidas, marcas menos conocidas y marcas blancas. Para una muestra estadísticamente relevante, parte de los equipos eran nuevos, otros eran usados (con una antigüedad siempre superior a 2 años). 
En concreto, el experimento consiste en el análisis del comportamiento frente a las sobretensiones permanentes por parte de equipos informáticos, fuentes de alimentación, dispositivos para uso doméstico (ambientadores, reproductores DVD,...), regletas con protección contra sobretensiones transitorias, un analizador de redes, así como de bombillas (bajo consumo, fluorescente con balasto electrónico y sin balasto electrónico, halógenas, de alta presión de sodio, lámparas de semáforos LED,...).
En el experimento, los pulsos de Sobretensión Permanente han provocado la avería en el 41,5% de los equipos ensayados. Cuando la sobretensión es de larga duración, el grado de equipos averiados alcanza el  69,7%.  
De los resultados obtenidos en este estudio se puede concluir, además, que los componentes internos de los equipos más sensibles a las Sobretensiones Permanentes son los fusibles, transformadores, condensadores y varistores, y que el hecho de que sea un equipo usado, tiene relevancia sobre todo cuando se expone a una sobretensión permanente de larga duración. La extensa mayoría de equipos que incorporen electrónica como electrodomésticos, informática, y equipos industriales de control tienen estos componentes en su interior.
Estos ensayos han permitido diseñar la curva de actuación tensión-tiempo progresiva de los protectores y adaptar los tiempos de actuación según la norma UNE-EN 50550, garantizando la protección de los equipos y evitando interrupciones de servicio innecesarias.